# 德哈特·哈伯德
德哈特·哈伯德（英語：DeHart Hubbard，1903年11月25日—1976年6月23日），美国男子田径运动员，主攻跳远。他曾代表美国参加1924年和1928年夏季奥林匹克运动会田径比赛，获得一枚金牌。